# Loukusanjärvi och Uudentalonjärvi
Loukusanjärvi och Uudentalonjärvi är en sjö i Finland. Den ligger i kommunen Taivalkoski i landskapet Norra Österbotten, i den norra delen av landet, 600 km norr om huvudstaden Helsingfors. Loukusanjärvi och Uudentalonjärvi ligger 242,7 meter över havet. Arean är 2,42 kvadratkilometer och strandlinjen är 20,66 kilometer lång. Sjön  ingår i Ijo älvs huvudavrinningsområde. 